# Usine à gaz d'Óbuda
L'usine à gaz d'Óbuda (en hongrois : Óbudai gázgyár) est un vestige industriel de Budapest, situé dans le 3e arrondissement.